# William Bradford (1755–1795)
William Bradford, ibland kallad William Bradford, Jr., född 14 september 1755, död 23 augusti 1795, var en amerikansk jurist och politiker.
Han föddes i Philadelphia som son till boktryckaren William Bradford. Han studerade vid College of New Jersey, som senare (1896) skulle döpas om till Princeton University. Där stiftade han ett livslångt vänskap med James Madison. Han deltog i amerikanska revolutionen och blev kapten, senare överstelöjtnant i den kontinentala armén. 1784 gifte han sig med Susan Boudinot, som var dotter till juristen och politikern Elias Boudinot.
Bradford var domare i delstaten Pennsylvanias högsta domstol 1791-1794. 1793 bad guvernör Thomas Mifflin honom att utreda möjligheterna till en minskad användning av dödsstraffet. Bradford skrev då en essä med titeln An Inquiry how far the Punishment of Death is Necessary in Pennsylvania. När strafflagen i Pennsylvania nästa gång ändrades, minskade antalet brott som straffades med döden. Andra delstater tog efter Pennsylvania i det avseendet.
Den 8 januari 1794 utnämnde president George Washington Bradford till USA:s justitieminister. Han avled följande år. Hans grav finns på gravgården av St. Mary's Episcopal Church i Burlington, New Jersey.